# Saint-Félix-de-Foncaude
 Saint-Félix-de-Foncaude  là một xã thuộc tỉnh Gironde trong vùng Aquitaine tây nam nước Pháp. Xã này nằm ở khu vực có độ cao trung bình 80 mét trên mực nước biển.